# 店湾镇
店湾镇，是中华人民共和国山西省大同市左云县下辖的一个乡镇级行政单位。2021年4月，撤销水窑乡，整建制并入店湾镇。以原水窑乡和原店湾镇的行政区域为店湾镇的行政区域。

## 行政区划
店湾镇下辖以下地区：
店湾矿社区、平寺村、东条涧村、井儿洼村、代家沟村、东周窑村、贾家沟村、木代村、曹家沟村、店湾村、台子山村、刁落寺村、井儿沟村、南深井村、上张家坟村、下张家坟村、北深井村、刘家窑村、秦家山村、邵家沟村、石虎沟村、柳树湾村、范家寺村、西沟村、武家沟村和瓦陇村。